# آرساگو سپریو
آرساگو سپریو (به ایتالیایی: Arsago Seprio) یک کومونه در ایتالیا است که در استان وارزه واقع شده‌است.

## خصوصیات
آرساگو سپریو ۱۰ کیلومترمربع مساحت و ۴٬۵۰۸ نفر جمعیت دارد.